# 拉格蘭鎮區 (愛荷華州哈里森縣)
拉格蘭鎮區（英語：Raglan Township）是位於美國愛荷華州哈里森縣的一個行政鎮區。

## 地方資料
根據2010年美國人口普查的數據，拉格蘭鎮區的面積為68.53平方千米，當中陸地面積為68.53平方千米，而水域面積為0.00平方千米。當地共有人口281人，而人口密度為每平方千米4.1人。